# 豹虎
豹虎是方胸蛛属（學名：Thiania）蜘蛛的俗稱，屬蜘蛛目蠅虎科，模式种为美丽方胸蛛（Thiania pulcherrima）。豹虎不織網而擅跳躍，通常顏色鮮艷，性兇猛好鬥，有時被作為寵物飼養。豹虎有高度捕食能力。
華南常見的物種有細齒方胸蛛（Thiania subopressa），又名“金絲貓”，在香港之稱最能打的品種叫「老篤」。

## 特征
當雌性金絲貓產卵後，約兩星期就會破繭而出，各走各路，各自獨立生活，同性從不同居。金絲貓是可雄可雌的，未到最後一次脫殼，很難評定是撲（雌）還是篤（雄）。
金絲貓與其他蜘蛛一樣，離群獨居，各自捕獵。每當兩隻金絲貓相遇，其尾部均會向一方擺動，俗稱「砵」，擺出戰爭架式，篤更為張開雙螫，步步逼近與對方角力，招式為衝撞、飛撲、兩螫角力、重噬對手、鎖緊對方肢體，俗稱「揸」。
豹虎會吐小量的絲，不會織網，會吐絲將兩塊新鮮樹葉黏合成為居所，可以很方便地經常更換住處。

## 分佈
在中国及东南亚地区，豹虎可在任何山邊溪旁皆有，多數住在比較陰暗的地方，棲身於山邊溪旁的樹叢中,有時會出現在屋內。在唐樓的窗邊石屎隙縫發現的生物名為跳蛛，與豹虎很似，但他們不會打架的。

## 食物
豹虎以各種小型節肢動物甚至較弱小的同類為食，但不食死物與殘渣。食金龜子、山蚊、小蜘蛛、小毛蟲、小飛蛾和小蝴蝶，甚至較弱小的同類，但凡屬殘餘渣滓，也不會食。牠們捕食昆蟲後，會慢慢吸乾獵物的汁液,牠們每一周只需要捕食一次,必要時會吃樹葉。

## 分類
本属包含物种如下：
- 腹方胸蛛 Thiania abdominalis Zabka, 1985[1]
- Thiania aura Dyal, 1935
- 巴莫方胸蛛 Thiania bhamoensis Thorell, 1887[1]
- Thiania cavaleriei Schenkel, 1963
- Thiania chrysogramma Simon, 1901
- Thiania coelestis (Karsch, 1880)
- Thiania cupreonitens (Simon, 1899)
- Thiania demissa (Thorell, 1892)
- Thiania formosissima (Thorell, 1890)
- Thiania gazellae (Karsch, 1878)
- Thiania humilis (Thorell, 1877)
- Thiania inermis (Karsch, 1897)
- Thiania jucunda Thorell, 1890
- Thiania latefasciata (Simon, 1877)
- Thiania latibola Zhang & Maddison, 2012
- 长突方胸蛛 Thiania longapophysis Yu & Zhang, 2022[2]
- Thiania luteobrachialis Schenkel, 1963
- 美丽方胸蛛 Thiania pulcherrima C. L. Koch, 1846
- Thiania simplicissima (Karsch, 1880)
- Thiania sinuata Thorell, 1890
- 细齿方胸蛛 Thiania suboppressa Strand, 1907[1]
- Thiania subserena Simon, 1901
- Thiania tenuis Zhang & Maddison, 2012
- Thiania viscaensis Barrion & Litsinger, 1995